# Jorge Villiers, 1.º Duque de Buckingham
Jorge Villiers (em inglês:  George Villiers; Leicestershire, 28 de agosto de 1592 - 23 de agosto de 1628), primeiro Marquês de Buckingham e posteriormente Duque de Buckingham, na segunda criação (1623) deste título, foi um estadista inglês, cuja família era de origem normanda.

## Biografia
Foi o "favorito" do rei Jaime I da Inglaterra (substituindo Robert Carr de Somerset), e, depois, do rei Carlos I. Alcançou, em menos de 2 anos, as maiores dignidades: nomeado marquês e depois duque, em 1623, foi primeiro-ministro. Seu poder lhe permitiu enriquecer, em parte graças à debilidade e à conivência do chanceler Francis Bacon, criando novos impostos e vendendo privilégios. Dissolveu vários parlamentos e iniciou algumas guerras desastrosas para seu país. Enviado à Espanha em 1623 para negociar o casamento do príncipe de Gales (futuro rei Carlos I) com a Infanta Maria Ana, não conseguiu levar esse projeto a bom termo, já que convencera o rei da Inglaterra a declarar guerra à Espanha. 
Enviado logo a França, junto com o conde da Holanda, para solicitar a mão da princesa Henriqueta de França, filha de Henrique IV, para o rei da Inglaterra, cortejou a rainha Ana da Áustria, o que lhe valeu ser expulso do país e conquistar a aversão do rei Luís XIII e do seu ministro, o Cardeal Richelieu. 
O Duque de Buckingham foi uma figura histórica muito controversa. O escritor francês Alexandre Dumas descreve-o em termos paradoxalmente positivos em Os Três Mosqueteiros. Em contrapartida, o romancista e historiador inglês Charles Dickens não esconde sua rejeição total ao Duque, no seu livro A Child’s History of England, chamando-lhe «insolente em bicos de pés». 
Segundo Dickens, quando o rei inglês Carlos I confiou ao Duque de Buckingham a escolta da noiva real, de Paris para Inglaterra, este, «com a sua habitual audácia», seduziu a rainha da França, a espanhola Ana de Áustria, originando um conflito diplomático extremamente grave, do qual o Cardeal Richelieu, ministro de Luís XIII, se aproveitou. Mais tarde, «esse pestilento Buckingham, para gratificar o seu orgulho ferido», arrastou a Inglaterra para uma guerra com a França e a Espanha. E Dickens comenta: «Por tão mesquinhas causas e tão mesquinhas criaturas se fazem por vezes as guerras.» Longe de lamentar o assassinato de Buckingham, Dickens remata que ele «estava fadado a trazer mais mal ao mundo».
Morreu assassinado por John Felton em Portsmouth, quando se preparava para sair da Inglaterra com sua frota.